# Ernoul
Ernoul a Jeruzsálemi Királyság bárójának, Ibelin Baliannak az apródja volt, aki szemtanú-beszámolót írt többek között Jeruzsálem 1187-es ostromáról és bevételéről. Műve vagy művének egyes részei egy ófrancia nyelvű krónikaként maradtak fenn, amelynek 19. századi közlője a La Chronique d’Ernoul et de Bernard le trésorier (Ernoul és Bernát kincstárnok krónikája) címet adta. Ez a röviden csak Ernoul-Bernardként ismert geszta a keresztény Palesztina történetét dolgozza fel az első keresztes hadjárattól 1228-ig, bár néhány változata 1232-ig vagy még tovább követi az eseményeket. Bernát egy francia kolostor apátja volt, aki másolatokat készíttetett magának a krónikából, de nem tudni, hogy kompilátorként maga is hozzáírt-e és mennyit.

## A szerző
Ernoul neve csak a művéből ismert, más feljegyzések nem szólnak róla. Ibelin Balian apródjaként 1187-ben elkísérte urát azon a követjáráson, amelynek célja III. Tripoliszi Rajmund kibékítése volt Lusignan Guidóval. Balian és emberei úton Tripoliszba egy napra megálltak a birtokán, Náblusznál, a többi főúr előrement, ezeket egy lesvetésben, a cressoni csatában május 1-jén néhány kivétellel lemészárolta Szaladin egyik emírjének, Gökbörinek a serege. Mint Ernoul feljegyezte, ő kutatta át La Fève kiürült várát, ahol a csetepatéban részt vevő templomos és johannita lovagok előzőleg állomásoztak. Egyéb tetteiről nem tudunk, habár bizonyára ott volt a két hónappal későbbi hattíni csatában, mert krónikája beszámol az utóvéd harcáról, amit ura, Balian irányított.
M. R. Morgan történész szerint Ernoul azonos lehet Dzsubajli Arneisszel, a Ciprusi Királyság befolyásos főnemesével, akit a 13. század első felében rokoni szálak fűztek az Ibelinekhez. Peter Edbury elveti ezt a feltevést, mondván, Arneisz később élt, és a két név sem hasonlít.

## A krónika
Amit ma Ernoul krónikájaként ismerünk, több szövegvariánsban létezik. Alapjuk Türoszi Vilmos latin nyelvű krónikájának (Historia rerum in partibus transmarinis gestarum) 13. századi ófrancia fordítása, amely Estoire de Eracles néven vált ismertté, mert Vilmos Hérakleiosz bizánci császár uralkodásától kezdi művét. Ehhez toldották hozzá mintegy „folytatásként” az Ernoul-szövegeket, amelyek az 1184-es esztendőnél kezdődnek (itt végződik Türoszi Vilmos krónikája). Az Ernoul-mű legfontosabbnak tekintett kéziratváltozatát a „Lyon Eracles” tartalmazza, ez a legtöbb modern fordítás alapja. 1248-ig tárgyalja a kort, és az 1184–97-es időszak leírása ilyen részletességgel egyetlen más változatban sem szerepel. A 19. századi, Recueil des historiens des croisades című nagy keresztes szöveggyűjtemény egy másik verziót használ, az úgynevezett „Colbert-Fontainebleau Eracles”-t. A harmadik változat a „firenzei Eracles”, és van több rövidebb verzió is, amelyeket M. R. Morgan, a „Lyon Eracles” modern franciára fordítója „abrégé”-nek nevezett el. (Morgan fordítását közli angol nyelven Peter Edbury The Conquest of Jerusalem and the Third Crusade című kötetében.)
Az „Ernoul-Bernard”-nak, amelyet először Louis de Mas Latrie adott ki a 19. században, s amely eleve ófrancia nyelven született, külön szöveghagyománya van. Ez sokkal nagyobb korpusz, mint a „folytatások”, 1100-tól kezdődik, és ennek is több variánsa ismert, egyik 1227-ig, másik 1231-ig viszi végig az eseményeket. Minden bizonnyal több szerző műve, Ernoulnak csak az 1184-től kezdődő részeket szokás tulajdonítani, ezek viszont (például az 1184 és 1197 közöttiek) itt rövidebbek, mint a „Lyon Eracles”-ben találhatók. A történészi közmegegyezés szerint miután Türoszi Vilmos művét lefordították latinról ófranciára, valaki levághatta az „Ernoul-Bernard” 1184-ig tartó részét, s a maradékot toldotta hozzá „folytatásként” az „Estoire de Eracles”-hoz. Járulékos értéke, hogy egyedül ebben említi meg Ernoul önmagát mint Balian apródját, a „folytatásokban” nem.  
Külön probléma, hogy mely szövegrészeket írhatta Ernoul, az 1184–97 közöttieket (M. R. Morgan), vagy csak az 1186–87-es évekhez kötődőket (John Gillingham, Peter Edbury), amelyek részletesebben szólnak Balianról és az Ibelin családról. Az utóbbi elképzelést látszik alátámasztani, hogy ezeknél az éveknél Montferrati Konrád pozitív alakként van ábrázolva (Balian Konrád pártfogója volt), 1192-nél azonban már kritika éri amiatt, ahogyan feleségül vette Balian fogadott lányát, Izabellát, 1192-es meggyilkolása pedig semmilyen részvétet nem vált ki a krónikásból.
Ernoul gesztáját két okból szokás megbízhatatlannak tartani. Egyfelől a Türoszival, a mesterrel, a keresztes háborúk és a Szentföld legnagyobb krónikásával ellentétben „romantikus, csapongó”, egyáltalán nem zavarja, ha ugyanazon az oldalon két, egymásnak teljesen ellentmondó eseményt fest le, és árad belőle a valós idejű ábrázolás, az akciójelenetek izgalma, alkalmasint a pontosság rovására; másfelől szövegének központi magva urával, Ibelin Baliannal és családjával is sokat foglalkozik, és túlságosan is kiérezhető belőle az elfogult ragaszkodás. Kritikával olvasva azonban páratlan dokumentum, és olyan információkat is tartalmaz, amelyek sehol másutt nem lelhetők fel.

## Emlékezete
- IV. Toroni Henfrid mellett főszereplője Graham Shelby két regényének, a Sötét lovagoknak (1969) és a Hiú királyoknak (1970).